# Одаджян, Шаво
Шава́рш «Ша́во» Одаджя́н (арм. Շավարշ «Շավո» Օդադջյան, англ. Shavarsh «Shavo» Odadjian; 22 апреля 1974, Ереван, Армянская ССР, СССР) — армянский музыкант, басист американской метал-группы System of a Down, а также хип-хоп группы Achozen, основатель группы North Kingsley, Басист группы Seven Hours After Violet.

## Ранние годы
В юности Шаво занимался скейтбордингом и слушал панк-рок и хэви-метал; среди его любимых исполнителей значатся Pink Angel, Dead Kennedys, Kiss и Black Sabbath.
Совсем молодым Одаджян переехал в Лос-Анджелес, Калифорния, где основную роль в его воспитании играла его бабушка, после смерти которой (по словам самого Шаво) он утратил веру, и перестал молиться перед сном, как раньше. Он посещал начальную школу имени Алекса Пилибоса в Лос-Анджелесе, армянскую приходскую школу, вместе с будущими коллегами по группе Дароном Малакяном и Сержом Танкяном, хотя они не были знакомы во время обучения из-за разницы в возрасте.

## Карьера
Работая в банке, Шаво начал руководить группой SOAD с Малакяном и Танкяном в 1994 году после того, как повстречал их в звукозаписывающей студии. В 1995-ом Шаво стал постоянным басистом группы. Позже они переименовали себя в «System of a Down», после того как Дарон Малакян написал стихотворение «Victims of The Down».
Одаджян — популярный диджей в Лос-Анджелесе, он принимал участие в таких событиях, как «Rock/DJ Explosion» 2 марта 2001 в The Roxy, Голливуд, и работал с Танкяном над SerArt, сторонним проектом певца, записанным вместе с армянским музыкантом Арто Тунджбояджяном. Шаво известен под именем «DJ Tactic». Он также является исполнительным продюсером группы Onesidezero.
В 2020 году Шаво Одаджян создал новую группу  под названием North Kingsley, в отличие от System Of A Down, новая группа стала играть в жанрах хип-хоп и экспериментал.

## Кино
Определяя себя как «очень визуализирующую персону», он был режиссёром многих клипов System of a Down («Aerials», «Toxicity», «Question!», и «Hypnotize») и Taproot, создавая сюрреалистичную атмосферу и используя новаторские методы киносъёмки. В 1993 году снялся в клипе «Big Gun» группы AC/DC, где оказался в толпе рядом с Арнольдом Шварценеггером.
Снялся в фильме «Образцовый самец».

## Одаджян — музыкант
Шаво первоначально был гитаристом, и утверждает, что на гитаре он играет лучше, чем на басу. Фактически, некоторое время он был ритм-гитаристом в Soil. Кроме игры на басу, Шаво записал несколько вокальных партий для песни «Bounce». В «Lost in Hollywood» бэк-вокал ближе к концу песни тоже исполняет Шаво.

## Личная жизнь
Шаво женат и воспитывает троих детей.

## Оборудование

### Бас-гитары
- Gibson Thunderbird IV (Основной бас)
- Gibson Blackbird
- Ibanez BTB1000 or BTB500
- Music Man StingRay
- Meatball Iron 8088 Pro Super Bass

### Гитарные эффекты
- SansAmp bass pedal

### Усилители
- Ashdown ABM900 Evo II
- Ashdown 8x10" Cabinet